# 정원용 묘
정원용 묘는 대한민국 경기도 광명시 노온사동에 있다. 1985년 12월 24일 광명시의 향토문화유산 제2호로 지정되었다.

## 개요
조선 후기 영의정을 역임한 명재상 정원용의 묘로 선생이 말년에 머물던 노온사동 사들에 위치해 있다.

## 같이 보기
- 정원용